# Thecophora simillima
Thecophora simillima är en tvåvingeart som först beskrevs av Meijere 1904.  Thecophora simillima ingår i släktet Thecophora och familjen stekelflugor. Inga underarter finns listade i Catalogue of Life.